# Utila
Utila is het meest westelijke en op een na grootste eiland en gemeente (gemeentecode 1104) van de Hondurese Baai-eilanden in de Caraïbische Zee, met een populatie van ongeveer 6.000 inwoners. Op het eiland bevindt zich één dorp.
De meeste bezoekers van Utila bezoeken het eiland vanwege de grote duikmogelijkheden. De strandmogelijkheden zijn beperkter dan op het meest toeristische bay island Roatán. Hoewel de meeste toeristen Utila bereiken per veerboot is er tevens een landingsbaan aanwezig voor vluchten op de Hondurese havenplaats La Ceiba.
Ten zuidwesten van Utila liggen ongeveer 10 kleine eilanden. Twee daarvan, Pigeon Cay en Jewel Cay zijn met een houten brug met elkaar verbonden. Dit zijn tevens de enige bewoonde eilanden. Andere eilanden zijn privé-eigendom en herbergen slechts 1 huis, of zijn onbewoond.
De zwarte leguaan Ctenosaura bakeri komt endemisch voor op Utila.

## Vulkaan
Het eiland is een vulkaaneiland met pyroclastische kegels, die in het verleden kleine lavastromen hebben gehad. Het eiland wordt aan het oostelijk uiteinde bedekt door een dunne laag van rotsen van basalt uit het Holoceen. Tijdens uitbarstingen werd er basalten lava en tufsteen uitgestoten op een met koraal bedekt geërodeerd oppervlak. Tegenwoordig is de vulkaan een slapende vulkaan.

## Bevolking
De bevolking is als volgt verdeeld:
| Vrouwen | 2214 | 51,8% |
| Mannen  | 2063 | 48,2% |